# Pszczolinki
Pszczolinki (Andreninae) – podrodzina błonkówek z nadrodziny pszczół i rodziny pszczolinkowatych.
Ciała tych błonkówek osiągają rozmiary od małych po dość duże jak na pszczoły i są silniej owłosione niż zbierkowate. W ich ubarwieniu żółtych znaków brak zupełnie lub występują tylko na twarzy. Na spodzie głowy występują zarówno bródka jak i lorum. Ich skrzydła cechuje obecność pterostygmy, dwóch lub trzech (częściej) komórek submarginalnych, a także komórka marginalna tak szeroka jak najszersza z submarginalnych oraz o spiczastym lub wąsko zaokrąglonym wierzchołku, położonym na lub w pobliżu krawędzi skrzydła. Z wyjątkiem rodzaju Megardena samce mają narządy kopulacyjne o dużych i wyraźnych gonobazach.

Schemat użyłkowania skrzydeł u rodzaju Andrena. Pt: pterostygma, C: żyłka kostalna; R: żyłka radialna; B: żyłka bazalna; Cu: żyłka kubitalna; A: żyłka analna; Rc1 i Rc2: żyłki powrotne pierwsza i druga; tm: poprzeczna żyłka medialna, 1d, 2d, 3d: komórki dyskalne, sm: komórki submarginalne; m: komórka marginalna.

Owady te zasiedlają głównie Holarktykę, ale znani są też z Ameryki Południowej, wschodniej i południowej Afryki oraz górzystych rejonów Indii i Półwyspu Malajskiego. Na południe występują po Chile, a na północ sięgają 70°N w Norwegii. W Polsce reprezentowane są przez ponad 90 gatunków z rodzaju Andrena (zobacz: pszczolinkowate Polski).
Należą tu rodzaje:
- Ancylandrena Cockerell 1930
- Andrena Fabricius, 1775 – pszczolinka
- †Andrenopteryx Dewulf et Engel, 2014 – jej skamieniałości pochodzą z pogranicza eocenu i oligocenu[5]
- Euherbistia Friese, 1925
- Megandrena Cockerell, 1927
- Melittoides Friese, 1921
- Orphana Vachal, 1909